# Jamil bin Ibrahim al-Hujailan
Jamil bin Ibrahim al-Hujailan (arabisch جميل بن إبراهيم الحجيلان, DMG Ǧamīl b. Ibrāhīm al-Ḥuǧailān; * 1929 in Buraida, Provinz Qasim) ist ein ehemaliger saudi-arabischer Politiker und Diplomat, zuletzt im Rang eines Botschafters.

## Leben
Jamil bin Ibrahim al-Hujailan studierte an der Law School der Universität Kairo. Er leitete die staatlichen Medien in Saudi-Arabien. Von 1960 bis 1963 war er Botschafter in Kuwait. Das saudische Informationsministerium ist das Ministerium für alles, was das Königreich Saudi-Arabien ausstellt und beaufsichtigt: Zeitungen, Magazine, Kanäle und alle Medien. Von 1964 bis 1970 war Hujailan Zensurminister, er war der erste, der diese Funktion mit dem Titel Informationsminister ausübte, sein Vorgänger im Amt mit den gleichen Aufgaben, Abdullah Belkhair wurde Staatsminister für Rundfunk, Presse und Publikationen genannt. Von 1970 bis 1974 war er Gesundheitsminister im Kronrat von Faisal ibn Abd al-Aziz. Von 18. September 1973 bis 29. Juli 1976 war er Botschafter in Bonn. Von 29. Juli 1976 bis 1999 war er Botschafter in Paris. Von April 1996 bis 31. März 2002 war er Generalsekretär des Golf-Kooperationsrates.
Jamil Hejailan ist verheiratet und hat eine Tochter und drei Söhne.